# Nio (buddismo)

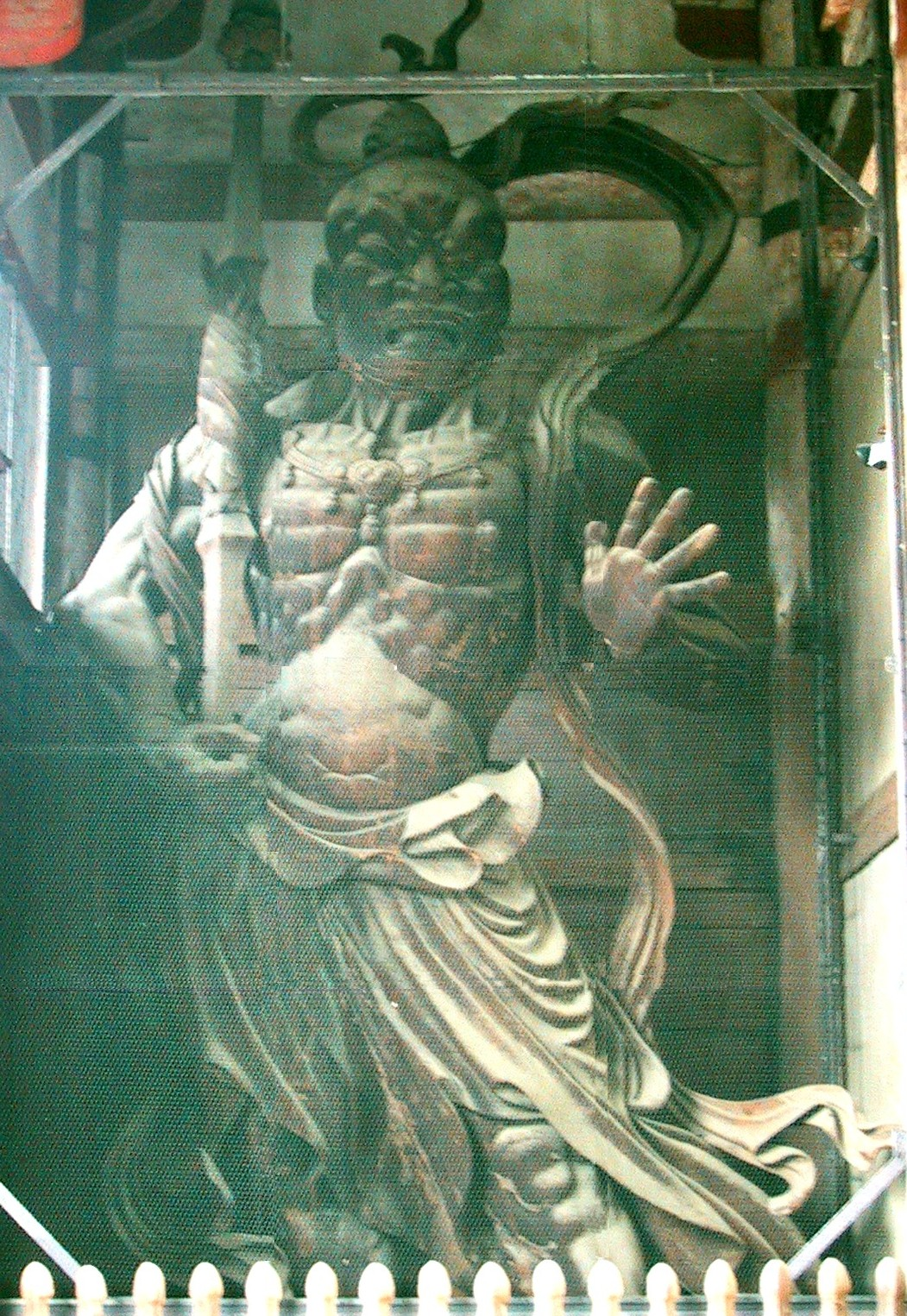
Una famosa statua giapponese in legno Kongorikishi (Agyō) a Tōdai-ji, Nara (sito del patrimonio mondiale). Fu realizzato da Busshi Unkei e Kaikei nel 1203

Niō (仁王?) o Kongōrikishi (金剛力士?) sono due guardiani del Buddha raffigurati come arrabbiati e muscolosi. Oggi spesso si trovano raffigurati in piedi all'ingresso di molti templi buddisti, in particolare nel buddismo dell'Asia orientale sotto forma di spaventose statue di lottatori. Sono manifestazioni dharmapala del bodhisattva Vajrapāṇi, il più antico e potente del pantheon buddista Mahayana. Secondo la tradizione giapponese, hanno viaggiato con Gautama Buddha per proteggerlo e di questo si trovano riferimenti nel Canone Pāli e nell'Ambaṭṭha Sutta. All'interno della tradizione pacifista del buddismo, le storie di dharmapalas giustificarono l'uso della forza fisica per proteggere dal male i valori e le credenze. Il Niō è anche visto come una manifestazione di Mahasthamaprapta, il bodhisattva del potere che fiancheggia Amitābha nel Buddismo della Terra Pura e come Vajrasattva nel Buddismo tibetano.

## Manifestazioni

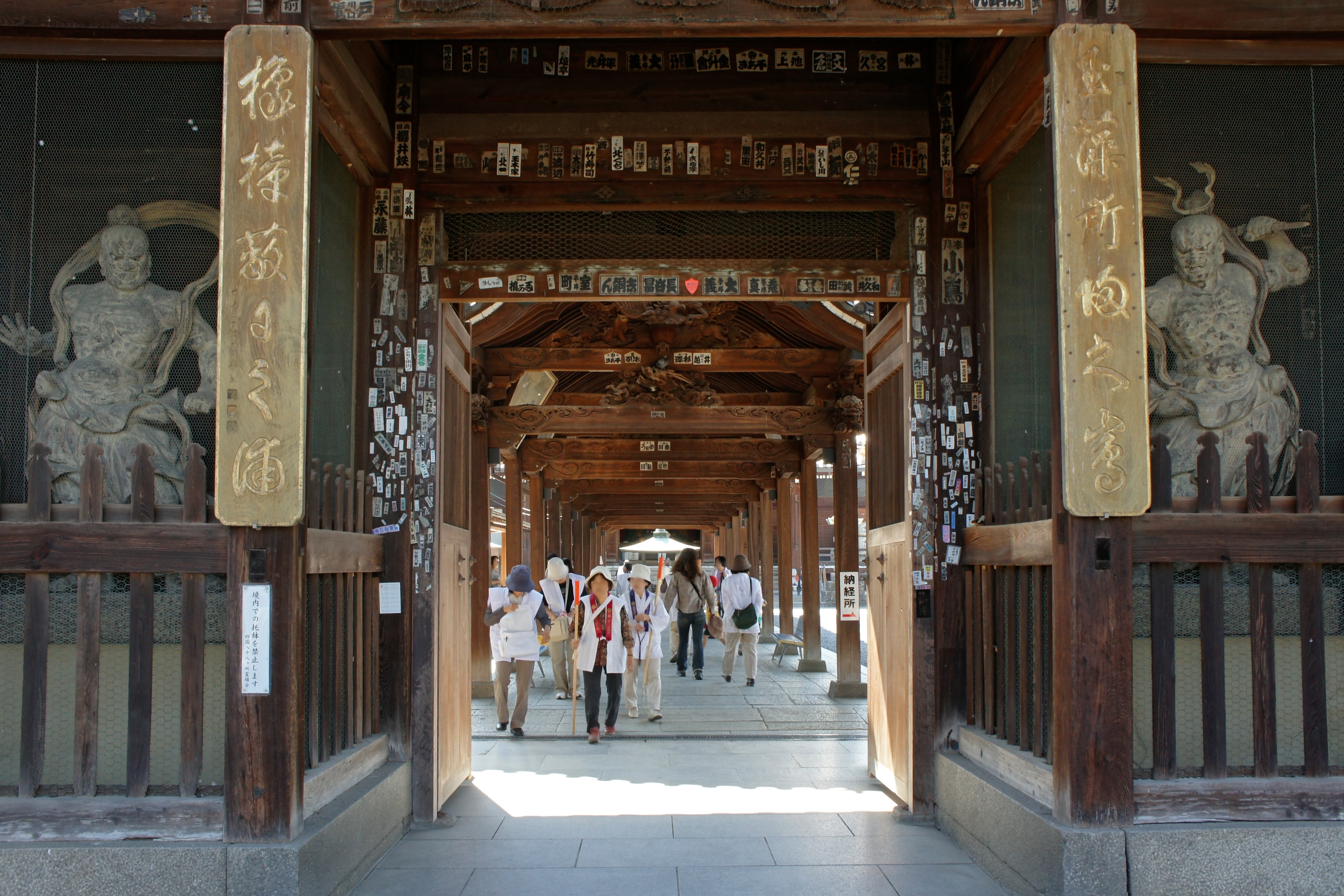
Due Niō che stanno a sinistra (Ungyō) e a destra (Agyō) di sanmon (cancello) a Zentsū-ji

I Kongōrikishi sono di solito un paio di figure che si trovano sotto un cancello d'ingresso separato del tempio solitamente chiamato Niōmon (仁王門?) in Giappone, hēnghā èr jiàng (哼哈 二 将) in Cina e Geumgangmun (金剛 門) in Corea. La statua destra è chiamata Misshaku Kongō (密 迹 金剛?) e ha la bocca aperta, che rappresenta la vocalizzazione del primo grafema del sanscrito Devanāgarī (अ) che si pronuncia "a". La statua sinistra si chiama Naraen Kongō (那 羅 延 金剛?) e ha la bocca chiusa, che rappresenta la vocalizzazione dell'ultimo grafema del Devanāgarī (ह) che è pronunciato "hum". Questi due personaggi insieme (a-hūṃ / a-un) simboleggiano la nascita e la morte di tutte le cose. (Gli uomini sono presumibilmente nati pronunciando il suono "a" con la bocca aperta e muoiono parlando pronunciando "hum" con la bocca chiusa.) Simile a Alfa e Omega nel cristianesimo, significano "tutto" o "tutto il creato". La contrazione di entrambi è Aum (Oṃ), che è la parola sanscrita per indicare l'assoluto.

### Misshaku Kongō o Agyō
Misshaku Kongō (密迹金剛?), anche chiamato Agyō, è un simbolo di palese violenza: brandisce una mazza vajra (una clava di diamanti, un fulmine o un simbolo del sole) e mostra i suoi denti. La sua bocca è raffigurata nella posizione necessaria a formare il suono "ah", che porta al suo nome alternativo, "Agyō". Misshaku Kongō è Miljeok geumgang in coreano, Mījī jīngāng in cinese mandarino e Mật tích kim cương in vietnamita. È equivalente a Guhyapāda vajra in sanscrito.

### Naraen Kongō o Ungyō
Naraen Kongō (那羅延金剛?), chiamato anche Ungyō (吽形?) in giapponese, è raffigurato a mani nude o brandendo una spada. Simbolizza la forza latente, tenendo la bocca strettamente chiusa. La sua bocca è raffigurata nella posizione per formare il suono "hum" o "Un", che porta al suo nome alternativo "Ungyō". Naraen Kongō è Narayeon geumgang in coreano, Nàluóyán jīngāng in cinese mandarino e Na la diên kim cương in vietnamita.

### Shukongōshin

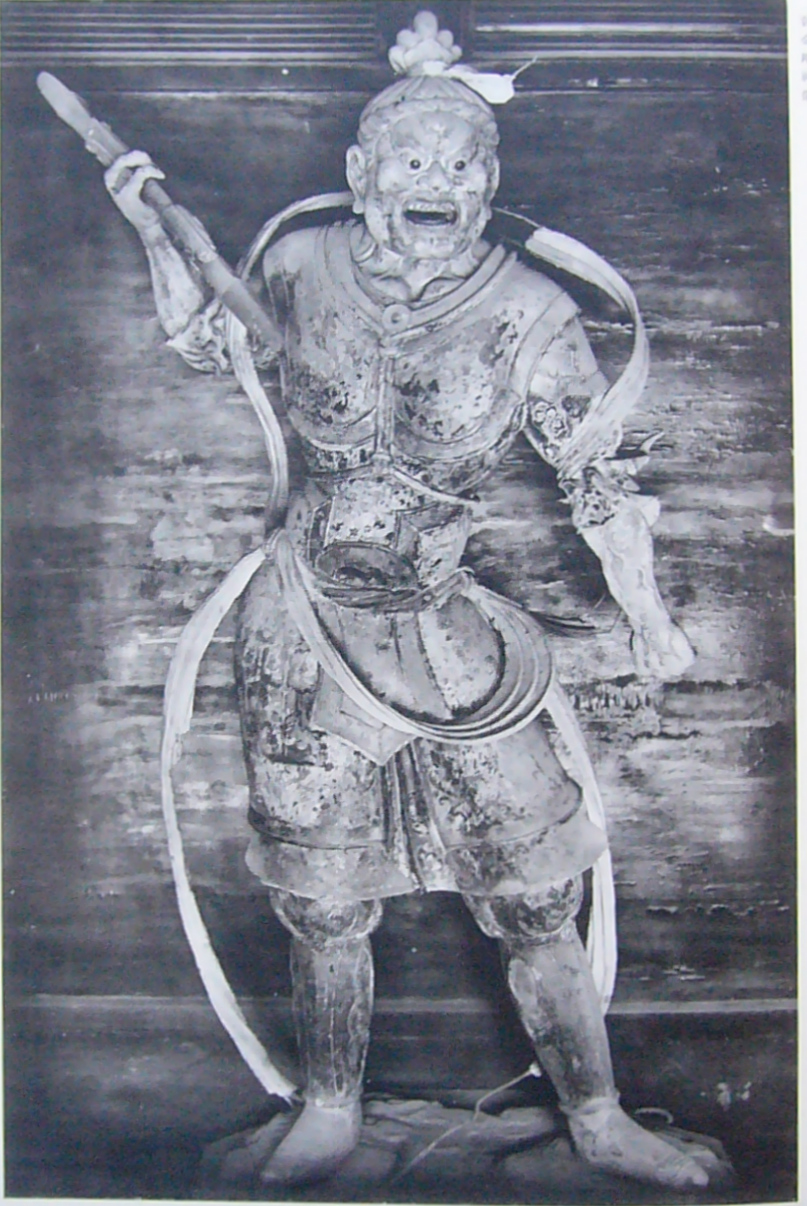
Tōdai-ji Shukongōshin before 1939

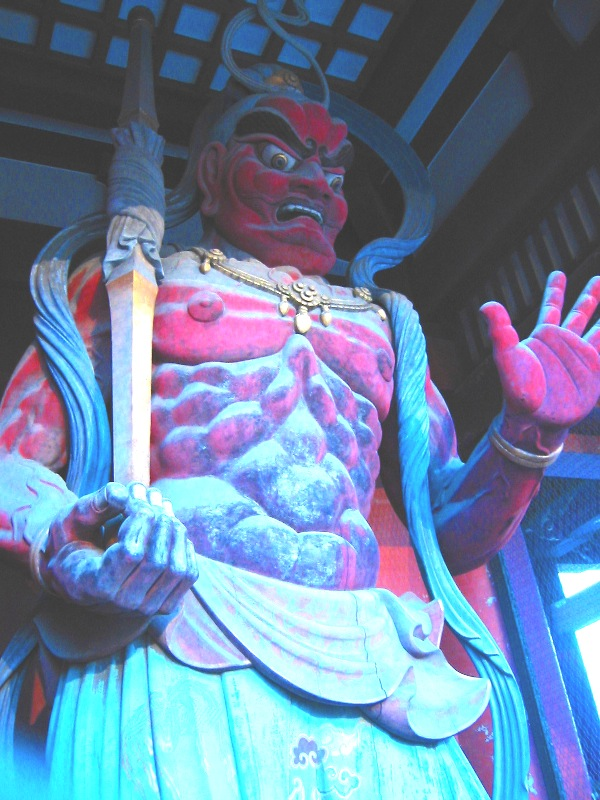
Sensō-ji

Una manifestazione di Kongōrikishi che unisce Naraen e Misshaku Kongō in un'unica figura è lo Shukongōshin al Tōdai-ji di Nara, in Giappone. Shukongōshin (執金剛神?), letteralmente "spirito che brandisce vajra", è Shūkongōshin o Shikkongōjin in giapponese, Jip geumgang sin in coreano, Zhí jīngāng shén in cinese mandarino e Chấp kim cang thần in vietnamita.

## Influenza ellenistica
Il Kongōrikishi è un possibile caso di trasmissione dell'immagine dell'eroe greco Eracle in Asia orientale lungo la Via della seta. Eracle fu usato nell'arte greco-buddista per rappresentare Vajrapani, il protettore del Buddha, e la sua rappresentazione fu poi usata in Cina e Giappone per rappresentare gli dei protettori dei templi buddisti. Questa trasmissione è parte del più ampio fenomeno sincretico greco-buddista, in cui il buddismo interagì con la cultura ellenistica dell'Asia centrale dal IV secolo a.C. al IV secolo d.C..

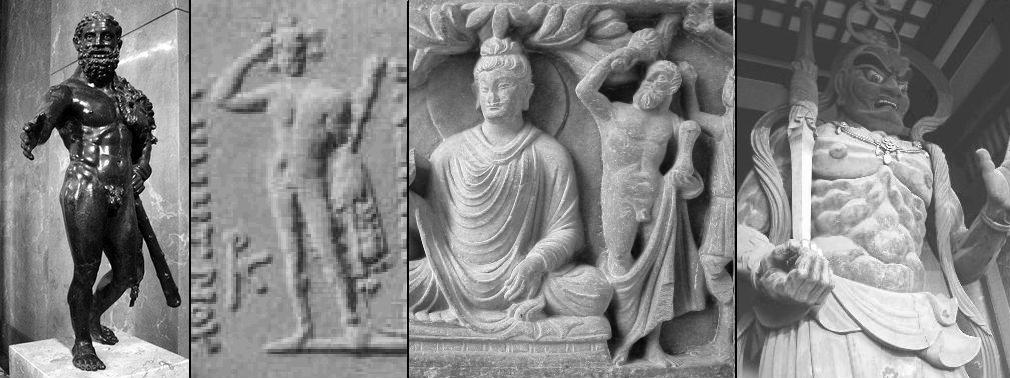
Evoluzione iconografica dal greco Eracle a Shukongōshin. Da sinistra a destra:
1) Eracle (Museo del Louvre).
2) Eracle su moneta del re greco-battriano Demetrio I.
3 Vajrapani, il protettore del Buddha, raffigurato come Eracle nell'arte greco-buddista di Gandhara.
4) Shukongōshin dei templi buddisti in Giappone.

## Buddismo Nio Zen
Il buddismo Nio Zen era una pratica sostenuta dal monaco Zen Suzuki Shōsan (1579-1655), che sosteneva il buddismo Zen Nio sul buddismo Zen di Nyorai. Ha raccomandato ai praticanti di meditare su Nio e persino di adottare le loro feroci espressioni e posizioni marziali per coltivare potere, forza e coraggio quando affrontano le avversità. Suzuki descrisse Nio come segue: "Il Niō (Vajrapani) è un Dio minaccioso: brandisce il kongōsho (vajra) e può schiacciare i suoi nemici, dipende da lui, prega per lui che ti proteggerà mentre protegge il Buddha. 

## Influenza sul taoismo
Nio fu anche introdotto nel taoismo cinese come Heng Ha Er Jiang (哼哈二将). Nel romanzo sul Taoismo, Fengshen Yanyi, Zheng Lun e Chen Qi furono infine nominati come le due divinità.